# Кабана-Колоні (Флорида)
Кабана-Колоні (англ. Cabana Colony) — переписна місцевість (CDP) в США, в окрузі Палм-Біч штату Флорида. Населення — 2460 осіб (2020).

## Географія
Кабана-Колоні розташована за координатами 26°51′20″ пн. ш. 80°5′12″ зх. д. / 26.85556° пн. ш. 80.08667° зх. д. (26.855560, -80.086692).  За даними Бюро перепису населення США в 2010 році переписна місцевість мала площу 1,17 км², уся площа — суходіл.

## Демографія
Згідно з переписом 2010 року, у переписній місцевості мешкала 2391 особа в 894 домогосподарствах у складі 601 родини. Густота населення становила 2052 особи/км².  Було 974 помешкання (836/км²).
Расовий склад населення:
| - 78,9 % — білих - 9,7 % — чорних або афроамериканців - 4,2 % — азіатів - 0,6 % — корінних американців - 4,0 % — осіб інших рас |

До двох чи більше рас належало 2,5 %. Частка іспаномовних становила 13,1 % від усіх жителів.
За віковим діапазоном населення розподілялося таким чином: 23,3 % — особи молодші 18 років, 66,2 % — особи у віці 18—64 років, 10,5 % — особи у віці 65 років та старші. Медіана віку мешканця становила 37,7 року. На 100 осіб жіночої статі у переписній місцевості припадало 98,9 чоловіків;  на 100 жінок у віці від 18 років та старших — 98,4 чоловіків також старших 18 років.
Середній дохід на одне домашнє господарство  становив 63 853 долари США (медіана — 57 604), а середній дохід на одну сім'ю — 70 923 долари (медіана — 60 563). Медіана доходів становила 37 760 доларів для чоловіків та 31 414 долари для жінок. За межею бідності перебувало 11,2 % осіб, у тому числі 12,4 % дітей у віці до 18 років та 25,6 % осіб у віці 65 років та старших.
Цивільне працевлаштоване населення становило 1294 особи. Основні галузі зайнятості: роздрібна торгівля — 18,3 %, науковці, спеціалісти, менеджери — 17,5 %, фінанси, страхування та нерухомість — 10,8 %, освіта, охорона здоров'я та соціальна допомога — 10,5 %.